# Смітвілл (Нью-Йорк)
Смітвілл (англ. Smithville) — місто (англ. town) в США, в окрузі Ченанго штату Нью-Йорк. Населення — 1255 осіб (2020).

## Демографія
Згідно з переписом 2010 року, у місті мешкало 1330 осіб у 523 домогосподарствах у складі 361 родини. Було 740 помешкань
Расовий склад населення:
| - 97,1 % — білих - 0,8 % — корінних американців - 0,8 % — чорних або афроамериканців - 0,2 % — азіатів |

До двох чи більше рас належало 0,8 %. Частка іспаномовних становила 0,8 % від усіх жителів.
За віковим діапазоном населення розподілялося таким чином: 21,7 % — особи молодші 18 років, 62,7 % — особи у віці 18—64 років, 15,6 % — особи у віці 65 років та старші. Медіана віку мешканця становила 44,6 року. На 100 осіб жіночої статі у місті припадало 115,2 чоловіків;  на 100 жінок у віці від 18 років та старших — 111,4 чоловіків також старших 18 років.
Середній дохід на одне домашнє господарство  становив 59 580 доларів США (медіана — 47 083), а середній дохід на одну сім'ю — 60 295 доларів (медіана — 56 087). Медіана доходів становила 36 550 доларів для чоловіків та 30 417 доларів для жінок. За межею бідності перебувало 25,8 % осіб, у тому числі 36,0 % дітей у віці до 18 років та 14,2 % осіб у віці 65 років та старших.
Цивільне працевлаштоване населення становило 627 осіб. Основні галузі зайнятості: освіта, охорона здоров'я та соціальна допомога — 25,8 %, роздрібна торгівля — 14,7 %, будівництво — 14,2 %, виробництво — 13,9 %.